# Валуева, Татьяна Александровна
Татьяна Александровна Валуева — профессор, доктор биологических наук, зав. лабораторией биохимии протеолиза Института биохимии им. А. Н. Баха РАН, лауреат Государственной премии Российской Федерации.
Родилась 1 июля 1943 г. в Москве. Окончила химический факультет Московского государственного университета им. М. В. Ломоносова (1965, руководитель дипломной работы доктор химических наук Л. М. Гинодман). По распределению работала младшим научным сотрудником «ВНИИсинтезбелок».
В 1967 г. поступила в аспирантуру Института химии природных соединений АН СССР, где в 1970 г. защитила диссертацию на тему «Характеристика и локализация карбоксильных групп активного центра пепсина», научный руководитель — академик В. Н. Орехович. С 1970 по 1974 г. работала там же в лаборатории химии протеолитических ферментов (впоследствии этот институт был переименован в Институт биоорганической химии им. М. М. Шемякина и Ю. А. Овчинникова РАН).
С 1974 г. по настоящее время — в Институте биохимии им. А. Н. Баха РАН в должностях от младшего научного сотрудника до заведующей лабораторией. В 1990 г. защитила докторскую диссертацию «Структура и свойства белковых ингибиторов сериновых протеиназ и биоспецифические сорбенты на их основе».
Специалист в области протеолитических ферментов и природных регуляторов их активности.
Автор монографии и более 200 научных статей, а также 12 патентов.
Лауреат Государственной премии Российской Федерации в области науки и техники за 2002 год (в составе коллектива) за работу «Химия макромономеров и полимерных гидрогелей, содержащих природные физиологически активные вещества».